# 용호의 결투
용호의 결투(龍虎鬪, The Chinese Boxer)는 홍콩에서 제작된 왕우 감독의 1970년 액션 영화이다. 왕우 등이 주연으로 출연하였다.

## 출연

### 주연
- 왕우

### 조연
- 나열
- 왕평

## 제작진
- 감제: 런미 쇼